# Uniwersytet w Akureyri
Uniwersytet w Akureyri (is. Háskólinn á Akureyri) – islandzka publiczna uczelnia założona w Akureyri w 1987 roku. Składała się wówczas z dwóch wydziałów: Nauk o Zdrowiu i Zarządzania Przemysłowego. 

## Struktura organizacyjna
- Szkoła Nauk o Zdrowiu
  - Wydział Pielęgniarstwa
  - Wydział Terapii Zajęciowej
- Szkoła Nauk Humanistycznych i Społecznych
  - Wydział Prawa i Nauk Społecznych
  - Wydział Edukacji
- Szkoła Nauk o Zarządzaniu
  - Wydział Nauk o Zasobach Naturalnych
  - Wydział Administracji i Zarządzania[1]